# Condado de Tharaka-Nithi
El condado de Tharaka-Nithi es un condado de Kenia.
Se sitúa en el centro del país y su capital es Kathwana. La población total del condado es de 365 330 habitantes según el censo de 2009. Con un área de 2638,8 km², se encuentra circundado, en sentido horario y empezando por el norte, por los condados de Meru, Kitui y Embu.